# Bobby Tambling
Robert Victor Tambling (Storrington, 18 settembre 1941) è un ex calciatore e allenatore di calcio britannico, che ha giocato come attaccante dagli anni cinquanta agli anni settanta.
Tambling è inoltre il secondo miglior marcatore nella storia del Chelsea dopo Frank Lampard, con un totale di 202 marcature, 164 solo nel campionato.

## Carriera

### Giocatore
Tambling iniziò a giocare nelle giovanili del Chelsea dal 1957, facendo poi l'esordio ufficiale con la maglia della prima squadra in una partita vinta 3-2 contro il West Ham: in quell'incontro segnò il suo primo gol da professionista. Dopo che il miglior marcatore d'allora, Jimmy Greaves, venne ceduto al Milan, Bobby ebbe la possibilità di mettersi maggiormente in mostra. Difatti, durante la stagione seguente segnò 22 reti in campionato, giocando in coppia con Barry Bridges; a fine stagione la squadra retrocedette in Second Division.
Con l'arrivo del nuovo manager Tommy Docherty fu nominato capitano e segnò 35 reti nella sola Second Division (più della metà delle reti complessive della squadra) che permise al Chelsea di tornare immediatamente nella serie maggiore inglese. Così facendo, egli divenne inoltre il più giovane capitano di un team neopromosso. Durante quello stesso anno egli esordì anche nella Nazionale inglese in un incontro che lo vedeva avverso al Galles (21 ottobre 1962).
Non appena la squadra tornò in First Division, Tambling continuò la sua striscia positiva di marcature, segnandone 18 tra tutte le competizioni e permettendo al Chelsea di raggiungere la quinta posizione in classifica. Durante la stagione 1964-1965 segnò in tutto 25 gol, compreso uno dei tre della finale di Carling Cup vinta contro il Leicester City: quello fu, sfortunatamente per lui, il suo unico trofeo con la maglia dei Blues. Due anni dopo Tambling raggiunse anche la finale di FA Cup che la sua formazione perse 2-1 contro il Tottenham. Lo stesso anno segnò il record di 5 gol in una sola partita, quella contro l'Aston Villa (terminata per 6-2).
Nelle seguenti stagioni, Tambling continuò comunque a segnare, anche se sempre meno, dato che perse progressivamente posto in squadra a causa di marcatori più giovani quali Peter Osgood e Tommy Baldwin. Nella sua ultima annata da Blues, collezionò appena 7 presenze totali. Nel gennaio 1970 venne ceduto al Crystal Palace per la cifra di 40 000 sterline: nessun altro giocatore era riuscito fino all'anno 2013 a battere il suo record di 202 gol in 370 partite con la maglia del Chelsea.
Il suo successo al Crystal Palace fu nettamente minore, col nuovo club che si barcamenava continuamente tra Second e First Division. Dal 1970 al 1973, egli totalizzò solo 12 reti in 68 partite disputate.
Nell'ottobre 1973, Tambling lasciò l'Inghilterra per approdare in Irlanda, più precisamente nella squadra dei Cork Celtic. Egli, però, giocò solamente una stagione nel campionato irlandese: l'anno successivo, infatti, ricoprì entrambe le cariche di giocatore e allenatore per la nuova formazione.
Sfortunatamente, col suo nuovo incarico Tambling non ebbe molto successo: la sua collaborazione col club si interruppe nel 1977, quando venne ceduto al Waterford United. Dopo un'altra stagione, cambiò ulteriormente maglia per indossare quella dello Shamrock Rovers. Fece il suo debutto con il nuovo team il 30 agosto 1978 nella finale della President Cup (vincendola), mentre segnò la sua prima e unica rete il 3 settembre contro il San Patrick's Athletic in Carling Cup. Con la squadra totalizzò solo 9 presenze, 2 delle quali nella Coppa delle Coppe.
Alla fine dell'ottobre 1978 venne tuttavia ceduto ai Cork Alberts, coi quali disputò la sua ultima partita il 4 febbraio 1979.

### Allenatore
Tambling ebbe una breve esperienza di allenatore (a parte quella di giocatore-allenatore dal 1974 al 1977) nel 1984, per conto del Cork City, ma venne esonerato dopo sole 13 giornate.

## Statistiche

### Cronologia presenze e reti in nazionale
| Cronologia completa delle presenze e delle reti in nazionale ― Inghilterra | Cronologia completa delle presenze e delle reti in nazionale ― Inghilterra | Cronologia completa delle presenze e delle reti in nazionale ― Inghilterra | Cronologia completa delle presenze e delle reti in nazionale ― Inghilterra | Cronologia completa delle presenze e delle reti in nazionale ― Inghilterra | Cronologia completa delle presenze e delle reti in nazionale ― Inghilterra | Cronologia completa delle presenze e delle reti in nazionale ― Inghilterra | Cronologia completa delle presenze e delle reti in nazionale ― Inghilterra |
| Data                                                                       | Città                                                                      | In casa                                                                    | Risultato                                                                  | Ospiti                                                                     | Competizione                                                               | Reti                                                                       | Note                                                                       |
| -------------------------------------------------------------------------- | -------------------------------------------------------------------------- | -------------------------------------------------------------------------- | -------------------------------------------------------------------------- | -------------------------------------------------------------------------- | -------------------------------------------------------------------------- | -------------------------------------------------------------------------- | -------------------------------------------------------------------------- |
| 21-11-1962                                                                 | Londra                                                                     | Inghilterra                                                                | 4 – 0                                                                      | Galles                                                                     | Amichevole                                                                 | -                                                                          |                                                                            |
| 27-2-1963                                                                  | Parigi                                                                     | Francia                                                                    | 5 – 2                                                                      | Inghilterra                                                                | Qual. Euro 1964                                                            | 1                                                                          |                                                                            |
| 4-5-1966                                                                   | Londra                                                                     | Inghilterra                                                                | 2 – 0                                                                      | Jugoslavia                                                                 | Amichevole                                                                 | -                                                                          |                                                                            |
| Totale                                                                     |                                                                            | Presenze                                                                   | 3                                                                          |                                                                            | Reti                                                                       | 1                                                                          |                                                                            |

## Palmarès

### Club

#### Competizioni giovanili
- FA Youth Cup: 1

Chelsea: 1959-1960

#### Competizioni nazionali
- Coppa di Lega inglese: 1

Chelsea: 1964–1965
- Coppa d'Inghilterra: 1

Chelsea: 1969–1970

### Individuale
- Capocannoniere della seconda divisione inglese: 1

1962-1963 (35 reti)

## Curiosità
- A Tambling è stata dedicata dal Chelsea una suite a Stamford Bridge, intitolata a suo nome in ricordo del suo importante record di marcature.[2]